# Cáp (họ)
Họ Cáp có nguồn gốc từ Ân Thi, Hưng Yên. Tiền thân có tên họ là Cái. Vào thời Hậu Lê, cụ Cái Văn Phùng đổi sang họ Cáp (có thể do phạm húy) để thi cử. Sau đó cụ đỗ tiến sĩ và hiện tại trên bia đá Văn miếu Quốc Tự Giám vẫn còn lưu danh là Cáp Phùng (đỗ Tiến Sĩ năm 1463). Sau này những ai mang họ Cáp đều là hậu duệ của cụ. Do cuộc sống mưu sinh và các biến cố của lịch sử như thế kỷ 15 theo chúa Nguyễn Hoàng, năm 1954, sau 1975 con cháu họ Cáp (Cái) đã và đang sinh sống rải rác hầu như tất cả các vùng miền của cả nước. Theo tư liệu thống kê sơ bộ con cháu họ Cáp đã lập nhà thờ Cáp Tộc ở các địa phương như: Ân Thi, Hưng Yên; Hải Xuân, Hải Lăng, Quảng Trị; ở Cầu Hai, Huế (Cái tộc); Xuyên Mộc, Vũng Tàu; Tánh Linh, Bắc Ruộng, Bình Thuận. Hiện nay vẫn chưa thống kê được số dân của dòng họ là bao nhiêu.